# Valdas Ivanauskas
Valdas Ivanauskas est un footballeur lituanien né le 31 juillet 1966 à Kaunas. Il était attaquant.

## Carrière de joueur
- 1984 : FK Žalgiris Vilnius
- 1985-1986 : Dynamo Kiev
- 1986-1990 : FK Žalgiris Vilnius
- 1990 : MFK Lokomotiv
- 1990-1993 : FK Austria Vienne ( Autriche)
- 1993-1997 : Hambourg SV ( Allemagne)
- 1997-1999 : SV Austria Salzbourg ( Autriche)
- 1999-2001 : SV Wilhelmshaven ( Allemagne)
- 2001-2002 : BV Cloppenburg ( Allemagne)

## Palmarès
- Championnat d'Autriche de football : 1991, 1992, 1993
- Coupe d'Autriche de football : 1992
- Supercoupe d'Autriche de football : 1991, 1992

## Carrière d'entraineur
- 2004-2005 :  FBK Kaunas
- mars 2006-mars 2007 :  Heart of Midlothian FC
- sep .2007-déc. 2007 :  FC Carl Zeiss Iéna
- 2008-oct. 2008 :  Banga Gargzdai
- nov. 2008-juil. 2009 :  Lituanie (U-18)
- 2009-oct. 2009 :  Standard Sumgayit
- 2010-déc. 2010 :  Siaulai
- jan .2013-2013 :  FC Dila Gori
- 2013-2015 :  SKA Khabarovsk
- oct. 2016-2017 :  Ethnikos Achnas
- 2017-juil. 2017 :  FK Luch-Energia Vladivostok